# Huile de riz

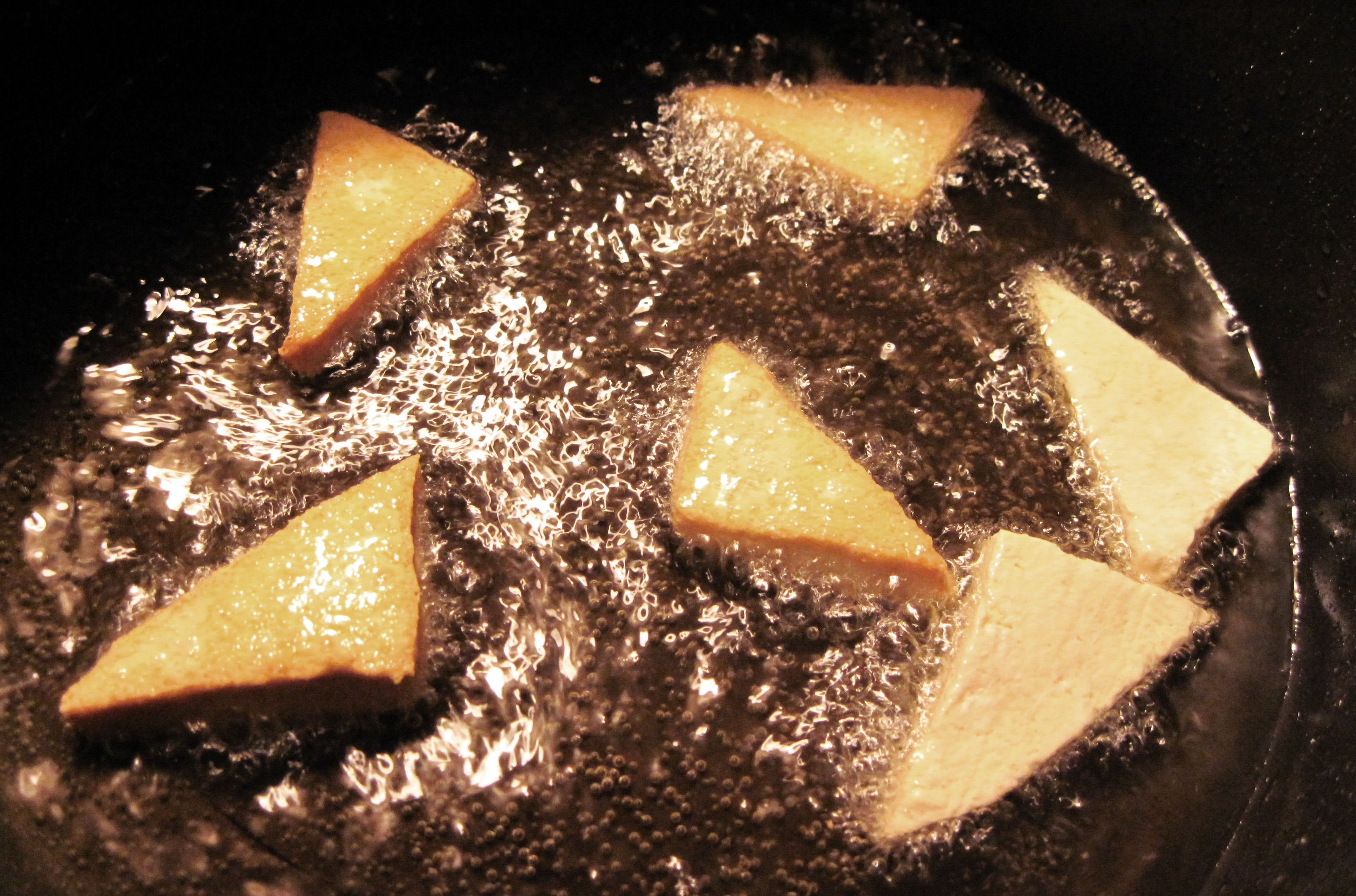
Des triangles de tofu en train de frire dans l'huile de riz.

L’huile de riz, populaire en Asie, est extraite du son du riz. Raffinée, elle s’emploie en cuisine comme huile de cuisson. Son point de fumée est en effet très élevé : 254 °C.

## Obtention

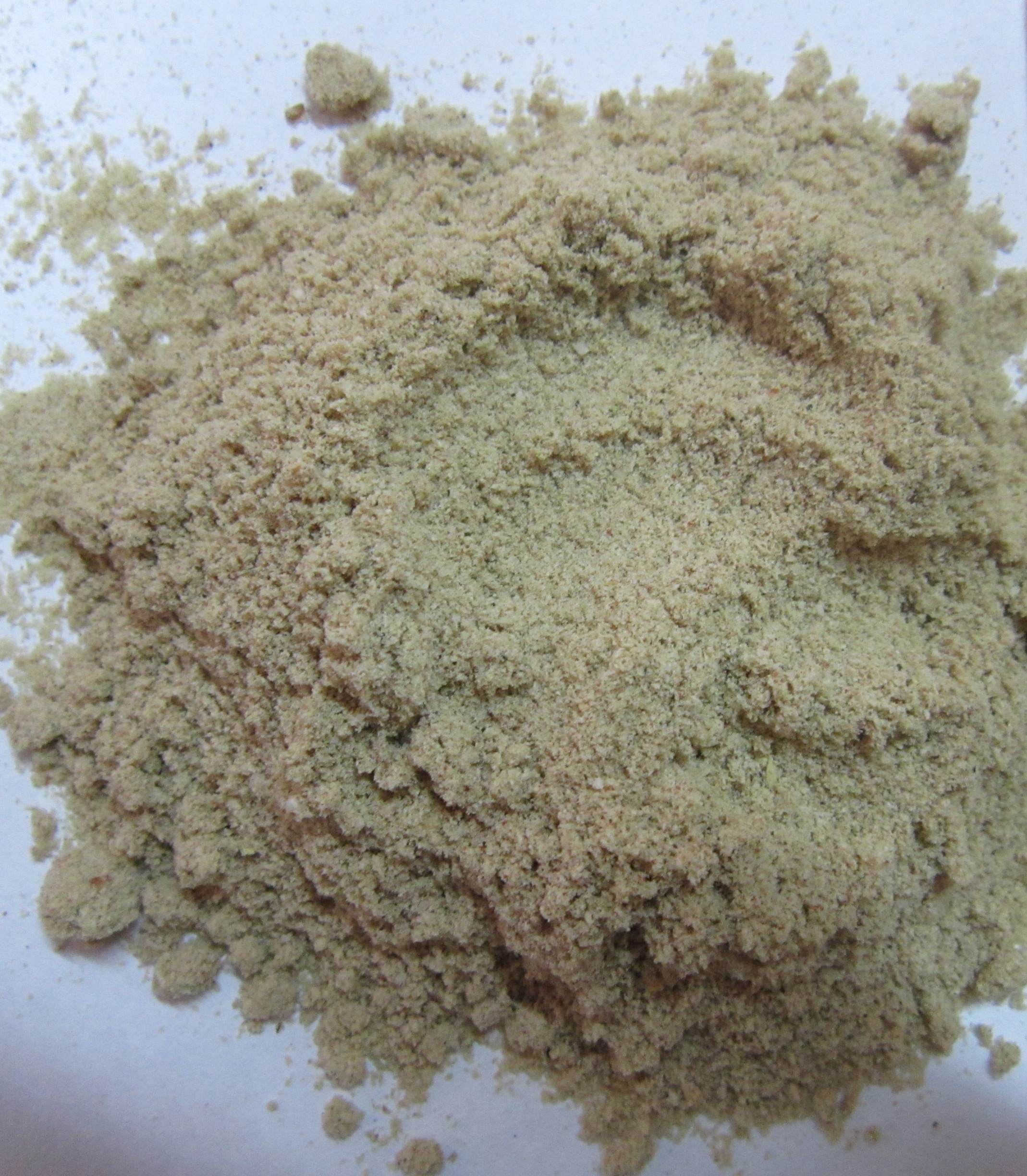
Du son de riz.

L’huile de son de riz est aussi connue sous l’appellation RBO (Rice Bran Oil). Elle est obtenue par pression à froid de l’enveloppe du grain de riz complet. Cette enveloppe, qu’on appelle le son, renferme l'essentiel des substances nutritives du riz (65 %). Le pressage à froid du son de riz permet d'obtenir une huile parfaitement digeste et assimilable.

## Composition
L’huile de son de riz contient une gamme de graisses, dont 47 % sont monoinsaturées, 33 % polyinsaturées et 20 % saturées. Sa composition en acides gras est :
| Acide gras                                   | %    |
| -------------------------------------------- | ---- |
| Palmitique (C16:0 saturé)                    | 15,0 |
| Stéarique (C18:0 saturé)                     | 1,9  |
| Oléique (C18:1 ω-9 monoinsaturé)             | 42,5 |
| Linoléique (C18:2 ω-6 polyinsaturé)          | 39,1 |
| α-linolénique (ALA) (C18:3 ω-3 polyinsaturé) | 1,1  |
| Arachidique (C20:0 saturé)                   | 0,5  |
| Béhénique (C22:0 saturé)                     | 0,2  |

L’huile de son de riz se distingue par la richesse de sa composition : vitamine E naturelle sous forme tocotriénols et tocophérols, vitamines B (thiamine, riboflavine, niacine, acide pantothénique, biotine, pyridoxine), acides aminés (tryptophane, cystine, arginine, cystéine, etc.), polyphénols, caroténoïdes (bêta-carotène, lycopène, etc.), minéraux (magnésium, calcium, phosphore), enzymes (superoxyde dismutase (SOD), glutathion, méthionine, coenzyme Q10, etc.). De cette composition découlent trois actions majeures :

## Actions
(décembre 2014).

### Action antioxydante
Les antioxydants contenus dans l’huile de son de riz (vitamine E naturelle, SOD, coenzyme Q10, polyphénols, etc.) permettent de lutter contre le stress oxydatif, impliqué dans la dégénérescence des cellules et frein à leur renouvellement. Le stress, la pollution, les UV du soleil, l'activité physique, l'alcool, le tabac, sont de gros pourvoyeurs de stress oxydatif. L’huile de son de riz va donc stimuler la jeunesse cellulaire[pas clair] de l’ensemble des organes et retarder leur vieillissement. Elle fait partie des ingrédients phares des rituels de beauté asiatiques.

### Action protectrice du système cardio-vasculaire
En France, les accidents cardio-vasculaires sont, après les cancers, la deuxième cause de mortalité entre 35 et 64 ans.
Les tocotriénols contenus dans l’huile de son de riz réduisent la synthèse hépatique du cholestérol, en inhibant l’activité de l’HMG-CoA réductase. Les tocotriénols diminuent le taux de cholestérol LDL (« mauvais cholestérol ») et protègent les vaisseaux sanguins de l’oxydation de ce cholestérol, directement impliqué dans la formation de la plaque athéromateuse.
L’huile de son de riz est l’aliment le plus riche en gamma-oryzanol, de la famille des stérols. On retrouve cette substance quasi exclusivement dans le son de riz (et l’huile de graines de lin). À l’instar des tocotriénols, le gamma-oryzanol aide à réduire le niveau de cholestérol dans le sang. Il diminue aussi sensiblement les troubles de la ménopause, d’après certaines études japonaises, et stimule la croissance musculaire, une action intéressante pour les sportifs (performance, récupération), les seniors et les personnes au régime (fonte musculaire et risque de chute).

### Action sur la glycémie
L’acide alpha-lipoïque, polyphénol contenu dans l’huile de son de riz, favorise un meilleur équilibre de la glycémie. Son action « insulin-like » permet de soulager le pancréas (production d’insuline). L’action de l’acide alpha-lipoïque est potentialisée par les tocophérols. Son intérêt thérapeutique est tel qu’aux États-Unis, pays où le diabète est extrêmement répandu, l’association Diabetes Ressources Center a reconnu l’huile de son de riz pour son action sur la régulation du sucre dans le sang.

## Utilisation en phytothérapie
Ingrédient encore peu connu il y a quelques années[Quand ?], l’huile de son de riz devient de plus en plus populaire, grâce à sa recommandation par les professionnels de la santé, comme une alternative aux médicaments de synthèse, pour lutter contre le diabète et le cholestérol, sans statines, (assez décriées ces dernières années). Des articles de presse lui ont été consacrés [Quand ?] dans plusieurs magazines.